# 타입-토큰 구별
타입-토큰 구별(Type–token distinction)은 객체의 클래스(타입) 이름을 지정하는 것과 해당 클래스의 개별 인스턴스(토큰) 이름을 지정하는 것의 차이이다. 각 타입은 여러 토큰으로 예시될 수 있으므로 일반적으로 객체 타입보다 더 많은 토큰이 있다. 예를 들어, "A rose is a rose is a rose"라는 문장에는 세 가지 단어 타입이 포함되어 있다. 즉, a 타입의 세 단어 토큰, rose 타입의 세 단어 토큰, is 타입의 두 단어 토큰이다. 이러한 구별은 논리학, 언어학, 메타논리학, 타이포그래피, 컴퓨터 프로그래밍과 같은 분야에서 중요하다.

## 같이 보기
- 형식주의 (철학)
- 정신 모델
- 보편 논쟁
- 이데아론
- 유형 이론
- 동일론